# Trần Anh Thái
Trần Anh Thái (sinh năm 1955) là nhà thơ Việt Nam, được tặng Giải thưởng Nhà nước về Văn học Nghệ thuật vào năm 2022. Ông là Đại tá Quân đội nhân dân Việt Nam, đã từng làm trưởng phòng biên tập Văn hóa - Thể thao của Báo Quân đội nhân dân.

## Tiểu sử
Trần Anh Thái (bút danh: Trần Thái Phương, Trần Tùng Linh, Mã Pí Lèng) sinh ngày 10 tháng 8 năm 1955 tại xã Đông Hoàng, huyện Tiền Hải, tỉnh Thái Bình.
Trần Anh Thái nhập ngũ, làm lính bộ binh thuộc Trung đoàn 52, Sư đoàn 320; từng 3 lần bị thương khi tham gia nhiều trận đánh ác liệt tại các chiến trường miền Trung và Tây Nguyên. Sau đó ông chuyển về công tác tại Báo Quân đội nhân dân. Trước khi nghỉ hưu ông là Đại tá, Trưởng phòng biên tập Văn hóa - Thể thao thuộc Báo Quân đội nhân dân.
Ông là hội viên Hội Nhà văn Việt Nam từ năm 1998.

## Sự nghiệp
Trần Anh Thái làm thơ, viết văn từ năm 20 tuổi. Tác phẩm đầu tiên của ông in trên báo Trung ương vào năm 1978.
Bước vào thời kỳ đổi mới, Trần Anh Thái là một trong số ít cây bút đi đầu trong đổi mới thơ. Trong đó, trước hết và trực tiếp với ông là đổi mới trường ca. Ông được một số nhà nghiên cứu, phê bình văn học đánh giá là tác giả làm hồi sinh thể loại trường ca đầu thế kỷ 21.
Đánh giá về trường ca của Trần Anh Thái, Nhà xuất bản Hội Nhà văn và Nhà xuất bản Quân đội nhân dân đều có chung nhận định: Trần Anh Thái là nhà thơ hiện đại. Ông đã dành nhiều dụng công trong việc tìm tòi cách tân thể loại trường ca. Trường ca của ông là sự nỗ lực vượt lên, ra ngoài những khuôn khổ và giới hạn của những thách thức thơ ca đã ổn định, an bài.
Trường ca và sáng tác nói chung của Trần Anh Thái đã trở thành đối tượng nghiên cứu của nhiều luận văn đại học. Khi đọc thơ Trần Anh Thái được dịch ra tiếng nước ngoài, có độc giả cho rằng, “Đổ bóng xuống mặt trời” có cấu trúc và âm hưởng “Thần khúc” của Đăng-tơ (Dante Alighieri, nhà thơ Italy thế kỷ 14). Các tác phẩm của Trần Anh Thái vẫn đang được dịch ra nhiều tiếng nước ngoài.
nhà thơ Trần Anh Thái .
Chính thể loại trường ca đã mang đến cho ông nhiều giải thưởng văn học: Giải A cuộc thi thơ báo Văn Nghệ 1998-2000; Giải thưởng 5 năm của Bộ Quốc phòng (1994-1995) cho trường ca Đổ bóng xuống mặt trời; Giải thưởng của Liên hiệp các Hội Văn học nghệ thuật Việt Nam – Bộ Văn hóa thông tin và Hội Nhà văn Việt Nam về đề tài Cách mạng và kháng chiến 1930-1975, cho trường ca Mỗi loài hoa một mặt trời (hay Bão không đến từ biển).
Năm 2022, ông được tặng Giải thưởng Nhà nước về Văn học Nghệ thuật với tác phẩm: Đổ bóng xuống mặt trời (trường ca).

## Tác phẩm chính
- Chát đắng và ngọt ngào (thơ, in chung, 1990);
- Độc thoại trắng (thơ, 1994);
- Vọng trắng (thơ, 1996);
- Đổ bóng xuống mặt trời (trường ca, 1999);
- Trên đường (trường ca và thơ, 2004);
- Số phận nghiệt ngã (tiểu thuyết, 1991);
- Gieo chữ trên đá (tập truyện và ký, 2001);
- Ngày đang mở sáng (trường ca 2007);
- Bộ Trường ca Trần Anh Thái (2008);
- Tự bạch (tự bạch, 2010);
- Mỗi loài hoa một mặt trời (hay Bão không đến từ biển) (trường ca 2015);
- Nói thật nói dối (tạp văn, 2012);
- Quận công Nguyễn Công Cơ - Cuộc đời và sự nghiệp (sách nghiên cứu, 2016).

Nguồn:

## Vinh danh
- Giải thưởng Nhà nước về Văn học Nghệ thuật năm 2022.

### Giải thưởng văn học
- Giải thưởng báo Văn nghệ 1995 cho bài thơ Trước mộ cha.
- Giải thưởng của Liên hiệp các Hội Văn học nghệ thuật Việt Nam – Bộ Văn hóa thông tin và Hội Nhà văn Việt Nam về đề tài Cách mạng và kháng chiến 1930-1975, cho trường ca Mỗi loài hoa một mặt trời (hay Bão không đến từ biển) (2015).
- Giải thưởng văn học 5 năm về đề tài chiến tranh và cách mạng của Bộ Quốc phòng cho trường ca Đổ bóng xuống mặt trời.
- Giải A cuộc thi thơ báo Văn nghệ 1998-2000.